# Ушаково (Рыбинский район)
Ушаково — деревня Арефинского сельского поселения Рыбинского района Ярославской области .
Деревня расположена к югу от центра сельского поселения села Арефино. Она стоит на небольшом удалении от правого берега ручья Пелевин, в его верховьях. На противоположном береге ручья, примерно на расстоянии 1 км к северо-западу стоит деревня Локтево. От Локтево на северо-восток по берегу Пелевина до деревни Ананьино идёт дорога, основная магистраль связывающая этот район с внешним миром. От Локтево в юго-восточном направлении следует просёлочная дорога сначала к Ушаково, далее к деревням Долгий Луг, Ивановское и Поповское .
Деревня Ушакова обозначена на плане Генерального межевания Рыбинского уезда 1792 года.
На 1 января 2007 года в деревне Ушаково не числилось постоянных жителей . Деревню обслуживает почтовое отделение, расположенное в деревне Ананьино .